# 鹿奕干
鹿奕干（?—?），又作鹿弈干，十六国军事人物，夏国平东将军。
匈奴铁弗人刘勃勃从后秦独立，后秦皇帝姚兴安远将军姚详屯扎在杏城（今陕西省黄陵县西南十里）。411年（后秦弘始十三年、夏国龙昇五年、晋安帝义熙七年）正月，姚详被夏王刘勃勃逼迫，向南逃奔大苏（今陕西省黄陵县南）。刘勃勃派鹿弈干追上姚详并把姚详杀死，俘虏了姚详的全部部众。